# Naiki Jinzaburō
Pour les articles homonymes, voir Naiki (homonymie).
Naiki Jinzaburō (内貴 甚三郎, Naiki Jinzaburō), né le 16 novembre 1848 à Kyoto et décédé le 9 juillet 1926, est un homme d'affaires, fonctionnaire et homme politique japonais, membre de la chambre des représentants pendant un mandat et le 1er maire de Kyoto de 1898 à 1904.

## Biographie
Naiki Jinzaburō naît le 21e jour du 10e mois de la première année de l'ère Kaei, d'une famille de négociants du textile tenant un magasin du nom « Zenikiyo » (銭清). Après avoir été membre du conseil municipal (ja) en 1889, il devient le premier maire de Kyoto élu par le conseil le 12 octobre 1898. La ville ayant essuyé des refus de la part du gouverneur de la préfecture de Kyoto ainsi que de la puissante famille Mitsui pour devenir maire, elle se résout à organiser des élections ; Naiki, le favori des trois candidats, est rapidement élu. Le 1er mars 1904, il réussit à se faire élire en tant que membre de la chambre des représentants aux élections générales (en) sous la bannière du Daidō Club (en). Il termine son mandat de maire le 11 octobre de la même année et sera le seul des neuf premiers maires à terminer son mandat.
Très populaire et connu des citoyens, son élection avait été facile. Cependant, à la fin de son mandat, soucieux de s'attaquer aux problèmes de déclin urbain de Kyoto au profit de la nouvelle capitale Tokyo, il veut moderniser la ville, et il est théorisé qu'il a recommandé ainsi Saigō Kikujirō comme successeur, en parallèle avec ses connexions à l'influent domaine de Satsuma. Il laisse à Saigō un projet de développement incluant la protection du paysage de l'arrondissement de Higashiyama, le développement du système d'aqueduc et la construction du second canal du lac Biwa.
Un des membres fondateurs de la Chambre de commerce de Kyoto et un de ses présidents, Naiki sert aussi comme président du conseil d'administration de la compagnie textile de Kyoto, intendant de la bourse de Kyoto et directeur d'autres sociétés locales. Il est connu comme l'un des pères du monde financier de Kyoto avec Hamaoka Kōtetsu (ja) (浜岡 光哲), Tanaka Gentarō (ja) (田中 源太郎) et Zensuke Ōsawa (ja) (大澤 善助). Il est aussi l'un des membres fondateurs de l'école de Droit et de Politique de Kyoto (ja) (京都法政学校).
Il résidait dans l'arrondissement de Kamigyō, dans le quartier de Funaya-chō (船屋町), à l'angle des rues Higashinotōin (ja) et Oike.

## Résultats électoraux
| Suffrages exprimés | Suffrages exprimés                    | Suffrages exprimés | 4 204     |             |  |  |
|                    |                                       |                    |           |             |  |  |
|                    | Candidat                              | Parti              | Suffrages | Pourcentage |  |  |
|                    | Naiki Jinzaburō (élu)                 | Kōshin Club (ja)   | 1 174     | 27,93 %     |  |  |
|                    | Okuno Ichijirō (ja) (sortant) (réélu) | Rikken Seiyūkai    | 1 087     | 25,86 %     |  |  |
|                    | Katayama Seichū (ja) (élu)            | Kōshin Club (ja)   | 843       | 20,05 %     |  |  |
|                    | Horie Junkichi                        | Inconnu            | 585       | 13,92 %     |  |  |
|                    | Nakamura Eisuke (ja)                  | Inconnu            | 515       | 12,25 %     |  |  |